# Paul Émile Soubiran
Jean-Paul Soubiran, dit Paul Émile Soubiran, né à Lectoure (Gers) le 20 novembre 1770 et mort dans cette commune le 18 décembre 1855, est un aventurier et espion français, surtout considéré comme un des plus grands escrocs de son temps. Il a ajouté le prénom Émile à l’époque révolutionnaire pour sacrifier à la mode des prénoms « romains ». Sa fille Henriette Aurélie Soubiran, princesse Ghika, fut une femme de lettres.

## Biographie
Fils de Louis Soubiran, orfèvre à Lectoure, membre des jurandes, et de Jeanne Goulard, Paul Soubiran reçoit une éducation bourgeoise, au collège des Doctrinaires de sa ville natale où Joseph Lakanal lui enseigne la grammaire. Plus tard il prétendra être entré à quinze ans à l’Institution de l’Oratoire à Paris, puis avoir étudié la logique à Montmorency.
À la Révolution, dès 1789, « Soubiran fils » figure dans l’état-major de la Légion patriote, qui sera remplacée par la Garde nationale. Ses états de service tels qu’il les présentera sont une longue suite d’affirmations douteuses dans lesquelles il est difficile de distinguer la vérité de l’invention.
En 1794, il épouse Charlotte Dubouzet, de son nom véritable Marie Charlotte du Bouzet, qui vient de divorcer du comte de Cugnac, parti en émigration (et qui est le neveu de l’évêque de Lectoure). Ce mariage permet à la comtesse de conserver ses biens menacés de confiscation, et à Soubiran de les accaparer (et peut-être aussi, par ce mariage, d’échapper à la conscription), avant d’abandonner son épouse en ayant dilapidé toute sa fortune dans le jeu et les voyages.
Il s’installe à Paris, où il ne tarde pas à séduire une riche veuve hollandaise, Fredericke Gertruyde Van Westrenen, avec qui il voyage en Italie et en Espagne. Il remplit, selon ses dires, des missions secrètes et délicates, se costume en général pour approcher les plus grands, et tente de négocier une lettre de change de 30 000 francs qui paraît fort suspecte. Entre-temps, il tient une maison de jeu. En 1799, il franchit la frontière entre l’Espagne et la France avec les papiers et l’équipage d’un citoyen hollandais. Il commet l’erreur de s’arrêter dans une auberge de Bayonne en laissant vagabonder la voiture attelée de six mules. En même temps, il est reconnu par des Lectourois de passage. Il est arrêté, mis en prison une dizaine de jours, au terme desquels il réussit à s’évader. Il repasse en Espagne et retrouve sa compagne à Barcelone. Alors qu’ils sont tous deux activement recherchés par la police, ils regagnent la France, puis vont en Belgique, et se marient enfin à Paris, le 1er frimaire an IX, sans être inquiétés.
Le 24 décembre 1800, Napoléon Ier est visé par l'attentat de la rue Saint-Nicaise, dont l'enquête remonte à tort jusqu'à Georges Cadoudal que Soubiran a hébergé. Il disparaît de 1800 à 1806, puis réapparaît à Lectoure, séparé de sa femme. Il obtient une nomination de capitaine de grenadiers et est chargé de tâches d’intendance sur la ligne de défense des côtes atlantiques. Vite lassé de la vie de caserne, il se rend peut-être au Portugal où son compatriote Jean Lannes est ambassadeur, mais surtout à Madrid dont il ramène des dépêches pour l’Empereur, avec qui il s’est peut-être entretenu à Bordeaux.
Un aspect particulier de ses talents — qu’on lui reconnaîtra jusqu’à la fin de sa vie — est son aptitude à faire disparaître tous les papiers, documents et dossiers qui le concernent et qui ne sont pas à son avantage. Il a un réseau de relations qu’il se fait facilement, étant d’un abord liant et sympathique. Louis Puech raconte qu’étant convoqué chez le préfet du Gers, on le fait volontairement attendre dans une antichambre, sous la garde d’un valet un peu naïf. Comprenant que sa liberté est compromise, il invoque un besoin naturel, erre dans les couloirs et tombe dans les cuisines. Il parvient à convaincre le cuisinier de lui prêter ses habits, lui laissant en gage son somptueux uniforme, au prétexte de faire une farce à un ami. Il quitte la préfecture en cuisinier, un panier à la main. Peu de temps après, les gendarmes lancés à ses trousses arrêtent une voiture. À l’intérieur, se trouve un évêque, qui leur demande avec bonhomie ce qu’ils veulent et leur donne une bénédiction en bonne et due forme avant de reprendre leurs routes respectives. Naturellement, ce prélat n’est autre que Soubiran, encore déguisé.
À la Restauration, il s'attribue alors une part active dans divers complots antinapoléoniens. Étant franc-maçon. il parcourt la France, l’Espagne, l’Allemagne, la Suède, l’Angleterre, les États-Unis, approchant les plus hautes instances (en « retournant » l'espion John Henry (en), sous le nom de « comte Crillon », il escroque le président James Madison en lui vendant de faux renseignements, empochant la forte somme versée à Henry en contrepartie d’une propriété en Gascogne totalement fictive), mais la confiance qu’il peut inspirer est généralement de courte durée.
À côté de ses indéniables talents oratoires et de séducteur, Soubiran prétend aussi jouer de la plume : il écrit des poésies (Le Fracas de Paris, L’Espérance, Le bon ton, Pièces fugitives), publiées en germinal an XII. Une lettre enthousiaste d’« une des abonnées » du Journal de Lot-et-Garonne du 2 avril 1806, tout en reconnaissant les lacunes du poète en matière de métrique et de hiatus, pourrait être de la propre main de Soubiran qui assurait ainsi sa promotion, sans grand succès par ailleurs.
Fuyant la police qui le cherche à Lectoure, et bien que la population (accoutumée à cacher des prêtres réfractaires ou des déserteurs des armées napoléoniennes) considère avec bienveillance ses exploits, il va s’installer quelque temps à Vire, en Normandie, où il épouse en troisièmes noces Caroline Aimée Le Sueur de La Chapelle,. Le couple a trois enfants : Desdémone ou Heldémone, Jean Baptiste et Aurélie, future princesse Ghika.
Il meurt à Lectoure dans sa maison de la rue Impériale, le 18 décembre 1855, à 2 heures du matin.

## Sources
- Louis Puech, Un aventurier gascon, Paul Émile Soubiran, Lectoure, Auch, Imp. Cocharaux, 1907
- Raymond Nart, Soubiran, un escroc au renseignement sous Napoléon, Nouveau Monde, 2013.